# Pierre Justin Marie Macquart
Pierre Justin Marie Macquart fue un naturalista, entomólogo, y político francés (1778, Hazebrouck - 25 de noviembre de 1855, Lestrem)

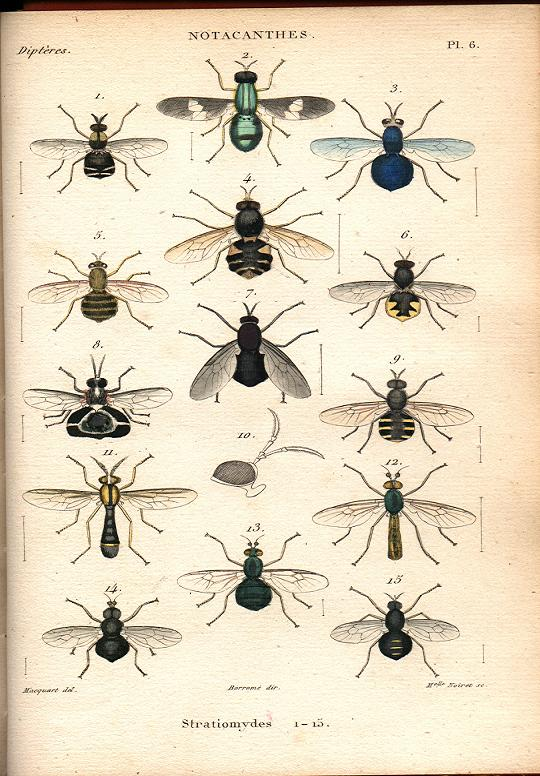
Página de Histoire naturelle des insectes

Durante la Revolución francesa, se incorporó al ejército del Rhin. Al retornar a Francia en 1798, se dedicó a su pasión entomología. Instalado en Lestrem, será el alcalde y miembro del Consejo General del departamento, manteniendo correspondencia con Johann W. Meigen (1764-1845). Macquart publica Diptères du Nord de la France de 1828 a 1833. En Suites à Buffon, escribió los dos volúmenes dedicados a dípteros.

## Algunas publicaciones
- Insectes Diptères du Nord de la France. Lille 1826–1833, 5 vols.
  - Tipulaires. Lille 1826; en línea
  - Asiliques, bombyliers, xylotomes, leptides, vésiculeux, stratiomydes, xylophagites, tabaniens. Lille 1826; en línea
  - Platypézines, dolichopodes, empides, hybotides. Lille 1827; en línea
  -  Syrphies. Lille 1829; en línea
  - Athéricères: créophiles, strides, myopaires, conopsaires, scénopiniens, céphalopsides. Lille 1833
- Histoire Naturelle des Insectes. Diptères. Roret, Paris 1834–1835, 2 vols.
  - tomo 1 Roret, Paris 1834
  - tomo 2 Roret, Paris 1835
- Diptères Exotiques Nouveaux ou peu Connus. Roret, Paris 1838–1846, 2 vols. y 5 suplementos
  - tomo 1, parte 1 Roret, Paris 1838
  - tomo 1, parte 2 Roret, Paris 1838
  - tomo 2, parte 1 Roret, Paris 1840
  - tomo 2, parte 2 Roret, Paris 1842
  - tomo 2, parte 3 Roret, Paris 1843
  - Suplemento Roret, Paris 1846
- Les Arbres et Arbrisseaux d'Europe et Leurs. Lille 1852; en línea

## Honores
A sugerencia del ornitólogo Charles Bonaparte, fue elegido miembro correspondiente de la Academia de Ciencias. En 1851 fue nombrado caballero de la Legión de Honor.
- La abreviatura «Macquart» se emplea para indicar a Pierre Justin Marie Macquart como autoridad en la descripción y clasificación científica de los vegetales.[2]

## Abreviatura (zoología)
La abreviatura Macquart  se emplea para indicar a Pierre Justin Marie Macquart como autoridad en la descripción y taxonomía en zoología.

## Fuente
- Jean Lhoste (1987). Les Entomologistes français. 1750-1950. INRA Éditions : 351 pp.